# The Tattlers

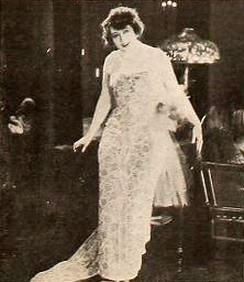
Madlaine Traverse en un fotograma de la pel·lícula

The Tattlers és una pel·lícula muda dirigida per Howard M. Mitchell I protagonitzada per Madlaine Traverse, Howard Scott, entre d'altres. La pel·lícula, basada en l'obra de teatre “The Penalty” d'Henry Clifford Colwell (1910), havia de dur el mateix títol però mentre es rodava es va canviar pel definitiu The Tattlers ja que poc després aquell any s'havia d'estrenar una altra pel·lícula amb aquest títol. Es va estrenar l'abril de 1920.

## Argument
Una nit en una festa, el marit de la Bess Rutherford, en Tom, acaba tan borratxo que intenta forçar el seu fill Jack a veure un còctel. Ella se sent tan humiliada que acaba acceptant la proposta de Jim Carpenter, que ha estat el seu admirador durant molts anys, per tal que fugi amb ella. Bess marxa a Nova York amb Jim i es divorcia. Un cop allà, ell persisteix a ajornar la seva data de casament, obligant-la a viure com la seva amant. Jack, el fill de Bess, no sap res de les circumstàncies de la seva mare però un dia, la mare de la noia de qui està enamorat, la senyora Dexter, el visita per tal de dir-li que no vol que torni a veure la seva filla Gladys. En saber el motiu, Jack s'enfronta a Jim Carpenter i aleshores Bess dispara Carpenter i el mata. Ella, histèrica, es suïcida bevent verí, però en aquell moment es desperta i s'adona que ha estat un malson. Tot acaba feliçment quan Tom promet no tornar a beure.

## Repartiment
- Madlaine Traverse (Bess Rutherford)
- Howard Scott (Charles Rutherford)
- Jack Rollens (Jack Rutherford)
- Ben Deely (James Carpenter)
- Genevieve Blinn (Sally Smythe)
- Elinor Hancock (Mrs. Reginald Dexter)
- Correan Kirkham (Gladys Dexter)
- Frank Whitson (Dr. Ballard)
- Edwin Booth Tilton (Samuel Smythe)

## Fitxa tècnica
- Director: Howard M. Mitchell
- Guió: Denison Clift
- Fotografia: Walter E. Williams
- Decorats: Denison Clift
- Productora: Fox Film Corporation
- Durada: 5 bobines